# Nadeschda Konstantinowna Krupskaja

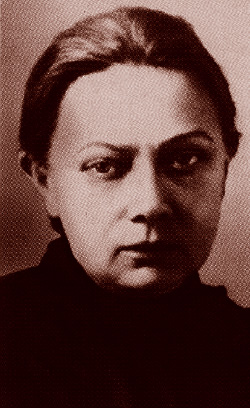
Nadeschda Krupskaja

Nadeschda Konstantinowna Krupskaja (russisch Надежда Константиновна Крупская, wiss. Transliteration Nadežda Konstantinovna Krupskaja; * 14. Februarjul. / 26. Februar 1869greg. in Sankt Petersburg; † 27. Februar 1939 in Moskau) war eine russische Politikerin, Revolutionärin, Pädagogin sowie Ehefrau Lenins.

## Leben

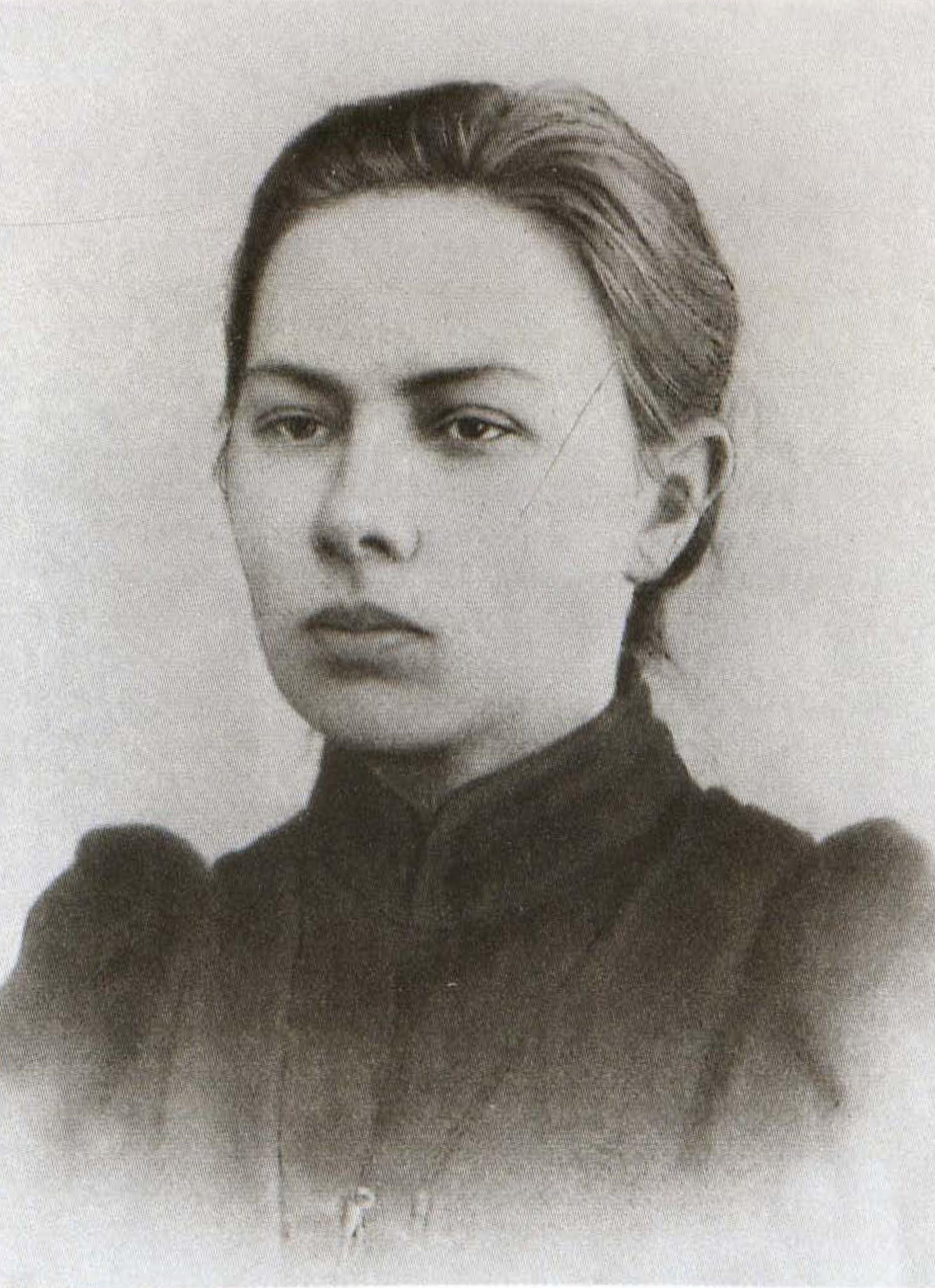
Nadeschda Krupskaja 1895

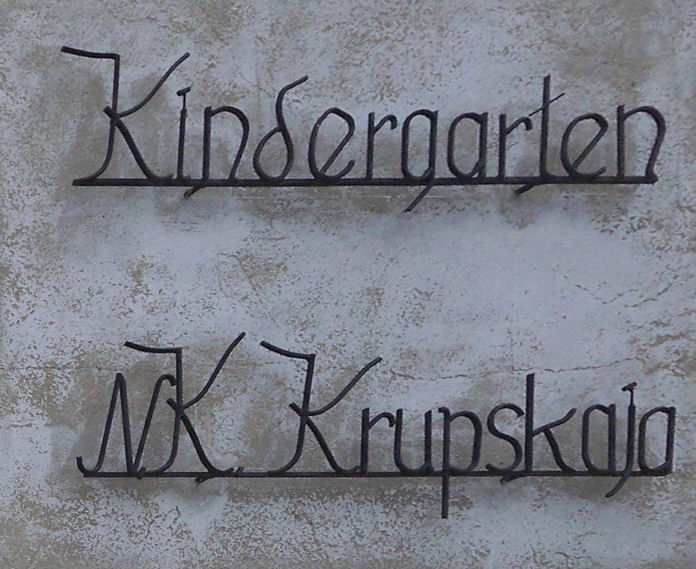
Beschriftung an einer Kindertagesstätte in West-Staaken, heute zu Berlin-Spandau

Nadeschda Krupskaja wurde als Tochter einer Lehrerin und des adligen Offiziers Konstantin Ignatjewitsch Krupski in Sankt Petersburg geboren. Sie besuchte das Gymnasium und absolvierte im Anschluss eine Ausbildung zur Lehrerin. Sie unterrichtete Arbeiter in einem marxistischen Studentenzirkel in Sankt Petersburg, als sie 1894 Wladimir Iljitsch Uljanow, den späteren Lenin kennenlernte, der dort als Jurist in der Rechtsanwaltskanzlei M. F. Wolkenstein tätig war.
Sie besuchten gemeinsam politische Veranstaltungen und verstanden sich auf Anhieb. 1896 wurde sie wegen „verbotener Agitation“ zu einer zweijährigen Gefängnisstrafe verurteilt, von der sie sechs Monate verbüßen musste und an die sich eine dreijährige Verbannung anschloss. Ihr Bestimmungsort war das klimatisch ungünstige Ufa. Sie beantragte, ihre Verbannungszeit als „Braut“ Uljanows in Schuschenskoje verbringen zu dürfen (schon vor Lenins Abreise nach Sibirien hatte sie sich zur Ehe erboten, Lenin hatte abgelehnt); dem Antrag wurde stattgegeben, mit der Auflage, Nadeschda Krupskajas Eheschließung mit Uljanow müsse „unverzüglich“ erfolgen, und nach Ablauf seiner Verbannung habe sie alleine nach Ufa zu gehen. Zusammen mit ihrer Mutter Jelisaweta Wassiljewna Krupskaja reiste die junge Frau nach Sibirien; die Mutter Jelisaweta sollte ein Leben lang mit dem späteren Ehepaar zusammenleben.
Nach der kirchlichen Eheschließung 1898 verbrachte die Familie die Verbannungszeit in Schuschenskoje. Die Verbannten erhielten eine finanzielle Unterstützung von der Regierung in Höhe von 17 Kopeken täglich und stellten ein sechzehnjähriges Dienstmädchen namens Pascha Jaschenko ein. Während der Verbannung schrieben sie Entwicklung des Kapitals in Russland. Nadeschda Krupskaja stellte in Schuschenskoje die Schrift „Die arbeitende Frau“ („Женщина – работница“) fertig, die 1901 erstmals in München gedruckt wurde. 1906 wurde die Schrift in einer Auflage von 20.000 Exemplaren nachgedruckt und kostenlos an weibliche Angestellte und Arbeiterinnen verteilt.
Nach dem Ende ihrer Verbannungszeit folgte Nadeschda Krupskaja Uljanow, der sich von da an Lenin nannte, mit ihrer Mutter nach München.
Gemeinsam gaben sie die Zeitschrift Iskra heraus und kämpften für den Aufbau der Partei. Dabei ersetzte die Krupskaja ein ganzes Sekretariat und ein Organisationsbüro. Sie übernahm die gesamte Korrespondenz, die für den Aufbau der revolutionären Bewegung in Russland geführt werden musste. Ihre Sprachkenntnisse – sie beherrschte Deutsch, Französisch, Englisch und Polnisch – erwiesen sich im langjährigen Exil in Deutschland, der Schweiz, Frankreich und Polen als unverzichtbar.
Nach der Oktoberrevolution 1917 baute Nadeschda Krupskaja das sozialistische Schulwesen und Erziehungssystem mit auf. Sie und Lenin sahen einander in dieser Zeit nur noch selten. Kommissar für Volksbildung von 1917 bis 1929 war Anatoli Lunatscharski, sie kümmerte sich vor allem um die Schule. 1920 wurde sie auch Leiterin des Hauptkomitees für Aufklärung (auch: politische Bildung) beim Volkskommissariat für Volksbildung. Nach Lenins Tod im Jahre 1924 nahm sie an seiner Stelle an Kongressen teil und empfing Auszeichnungen der Partei (KPdSU) stellvertretend für ihren verstorbenen Gatten. Ihr Versuch, Josef Stalin von der Machtübernahme abzuhalten, führte zu ihrer politischen Isolation. Dennoch erhielt sie 1929 den Posten des stellvertretenden Volksbildungskommissars, den sie bis zum Lebensende behielt. Ihre Proteste gegen die Einschränkungen des von ihr als zentrales Element geförderten Polytechnischen Unterrichts unter Stalin blieben ungehört.
Seit 1927 Mitglied des ZK der KPdSU, wurde sie mit dem Leninorden und dem Orden des Roten Banners der Arbeit ausgezeichnet. Seit 1931 war sie Ehrenmitglied der Akademie der Wissenschaften der UdSSR.
Nadeschda Krupskaja starb am 27. Februar 1939 im Alter von 70 Jahren, ihre Urne wurde in der Moskauer Kremlmauer beigesetzt.
In der DDR wurde der Name der Weggefährtin Lenins gerne zur Benennung öffentlicher Einrichtungen genutzt.

## Sonstiges
Zu Beginn seiner berühmten Geheimrede vor dem XX. Parteitag der KPdSU im Februar 1956 – diese Rede leitete die Entstalinisierung ein – zitierte Chruschtschow aus zwei Briefen wie folgt: 
Brief (23. Dezember 1922) von Krupskaja an Kamenew, der damals Vorsitzender des Politbüros war: 
Lew Borissowitsch, wegen des kurzen Briefes, den mir Wlad. Iljitsch mit Erlaubnis der Ärzte diktiert hat, erlaubte sich Stalin mir gegenüber gestern einen groben Ausfall. Ich bin nicht erst seit gestern in der Partei. In all den dreißig Jahren habe ich von keinem Genossen ein einziges grobes Wort gehört. Die Interessen der Partei und Iljitschs sind mir nicht weniger teuer, als sie es Stalin sind. Ich brauche jetzt ein Maximum an Selbstbeherrschung. Worüber man mit Iljitsch sprechen kann und worüber nicht, weiß ich besser als jeder Arzt, denn ich weiß, was ihn aufregt und was nicht, auf alle Fälle weiß ich das besser als Stalin. Ich wende mich an Sie und an Grigori als Genossen, die W.I. näher als andere stehen, und bitte darum, mich vor grober Einmischung in mein Privatleben zu schützen, vor unwürdigen Beschimpfungen und Drohungen. An dem einstimmigen Beschluß der Kontrollkommission, mit der Stalin zu drohen sich erlaubte, zweifle ich nicht. Ich habe aber weder Kraft noch Zeit, mich mit diesen dummen Intrigen zu beschäftigen. Auch ich bin ein lebendiger Mensch, und meine Nerven sind zum Zerreißen gespannt.
N. Krupskaja.
Am 5. März 1923 schickte Lenin an Stalin (mit Kopie an die Genossen Kamenew und Sinowjew) folgenden Brief: 
Werter Gen. Stalin!
Sie besaßen die Grobheit, meine Frau ans Telefon zu rufen und sie zu beschimpfen. Obwohl sie sich Ihnen gegenüber bereit erklärt hat, das Gesagte zu vergessen, haben Sinowjew und Kamenew diese Tatsache durch sie selbst erfahren. Ich habe nicht die Absicht, so leicht zu vergessen, was man mir angetan hat, und selbstverständlich betrachte ich das, was man meiner Frau angetan hat, als etwas, das auch mir angetan wurde. Deshalb bitte ich Sie zu erwägen, ob Sie bereit sind, das Gesagte zurückzunehmen und sich zu entschuldigen, oder ob Sie es vorziehen, die Beziehungen zwischen uns abzubrechen.
Hochachtungsvoll Lenin
Die Didaktische Hochschule Cherson, ein Asteroid des Hauptgürtels, (2071) Nadezhda, und die Insel Krupskoi im Archipel Sewernaja Semlja wurden nach Nadeschda Konstantinowna Krupskaja benannt.
1973 erschien Mark Donskois Filmbiografie Надежда (Nadeschda), in der Krupskaja von Natalja Belochwostikowa dargestellt wird.

## Publikationen (Auswahl)
- Pedagogičeskie sočinenija : v desjati tomach [Pädagogische Werke in zehn Bänden] (Moskau 1957–1962)
- Sozialistische Pädagogik. Volk und Wissen Volkseigener Verlag Berlin (4 Bände) (= Pädagogische Bibliothek)